# Москалёвская улица
Москалёвская улица (укр. Москалівська вулиця) — крупная улица города Харькова. Проходит от Марьинской улицы до района Новожаново. Близ завода имени Шевченко (местный центр) через реку Лопань перекинут Основянский мост и расположен парк им. Квитки-Основьяненко.

## История
Основана в XIX веке, активная застройка началась в 1829 году. Тогда улица называлась Москалёвской либо просто Москалёвка — по названию селения Москалёвка (сейчас исторический район Харькова). После революции была переименована сначала в улицу Октября, а затем получила название улица Октябрьской революции. В ноябре 2015 года в рамках исполнения закона Украины о декоммунизации городской совет вернул улице историческое название.

## Транспорт
В 1884 году по улице прошла линия конки. В 1922 году Москалёвская линия была электрифицирована — начал ходить трамвай № 1.
Сейчас по улице курсирует трамвай (№ 3, 7, 27), расположено
Октябрьское трамвайное депо. Функции перевозок также выполняют маршрутные такси:
211э ул. Власенко — 602-й микрорайон
219э ул. Власенко — ст. м. «Пл. Конституции»
258э ул. Академика Богомольца — Золочевская улица
В конце улицы (Новожаново) расположены ж/д станции: Новожаново и 7 км.